# Bernadette Buysse
Bernadette Buysse (18 september 1961) is een Belgische voormalige atlete, die gespecialiseerd was in de middellange afstand en het veldlopen.

## Loopbaan
Buysse was tot 1979 vijfmaal jeugdkampioene in het veldlopen. In 1979 werd ze op de 3000 m derde op het Belgisch kampioenschap. In 1980 en 1981 werd ze wereldkampioene bij de militairen.
Buysse was aangesloten bij AC Zele.
Bernadette Buysse is de dochter van wielrenner Kamiel Buysse. Na haar huwelijk met wielrenner Ronald Van Avermaet beëindigde ze haar atletiekcarrière. Ook haar zoon Greg Van Avermaet werd wielrenner.

## Persoonlijke records
| Onderdeel | Prestatie | Datum | Plaats |
| --------- | --------- | ----- | ------ |
| 1500 m    | 4.24,14   | 1979  |        |
| 3000 m    | 9.24,74   | 1979  |        |

## Palmares

### 3000 m
- 1979:  BK AC - 9.24,5

### veldlopen
- 1980:  WK voor militairen
- 1981:  WK voor militairen